# 偏愛の輪舞曲
「偏愛の輪舞曲」（へんあいのロンド）は、GRANRODEOの楽曲。同グループ19枚目のシングルとして2013年4月17日にLantisから発売された。楽曲は谷山紀章が作詞、飯塚昌明が作曲を手掛けた。

## 概要
前作「DARK SHAME」から約5ヶ月ぶりのリリースとなるシングル。
本曲は、テレビアニメ『カーニヴァル』のオープニングテーマに起用された。そのためe-ZUKAは、第1話を鑑賞した上でスタッフの意見も取り入れつつ「カーニヴァル」と「サーカス」をテーマとして制作することを決めたという。曲調は、作中にサーカス的な雰囲気が含まれることもあり、ヨーロッパの足踏みオルガンのような音色が取り入れられている。歌詞はKISHOWが「輪舞曲」から連想して書き上げたという。曲の途中には転調したり、それを思わせる部分があるなど今までのGRANRODEOの楽曲には見られない試みをしている。そのためKISHOWはレコーディングではBメロを歌うのに苦労したという。
シングルは初回限定盤（LACM-34066）と通常盤（LACM-14066）の2種リリースで、初回限定盤には本曲のPVを収録したDVDが同梱されている。
シングルの2曲目「Y･W･F」は、「良い子」、「悪い子」、「普通の子」を略した遊び要素のある楽曲。3曲目「桜色第2ボタン」は、春をテーマとした前向きな曲で、「みんなで合唱できる」ことを意図して書かれた。

## 収録曲
| 全作詞: 谷山紀章、全作曲・編曲: 飯塚昌明。 |                                |          |            |      |
| #                                          | タイトル                       | 作詞     | 作曲・編曲 | 時間 |
| 1.                                         | 「偏愛の輪舞曲」               | 谷山紀章 | 飯塚昌明   | 4:11 |
| 2.                                         | 「Y･W･F」                      | 谷山紀章 | 飯塚昌明   | 5:11 |
| 3.                                         | 「桜色第2ボタン」              | 谷山紀章 | 飯塚昌明   | 6:34 |
| 4.                                         | 「偏愛の輪舞曲（OFF VOCAL）」  | 谷山紀章 | 飯塚昌明   |      |
| 5.                                         | 「Y･W･F（OFF VOCAL）」         | 谷山紀章 | 飯塚昌明   |      |
| 6.                                         | 「桜色第2ボタン（OFF VOCAL）」 | 谷山紀章 | 飯塚昌明   |      |
| 合計時間:                                  | 合計時間:                      | 31:53    |            |      |

| #  | タイトル                     | 作詞 | 作曲・編曲 |
| -- | ---------------------------- | ---- | ---------- |
| 1. | 「偏愛の輪舞曲」(MUSIC CLIP) |      |            |

## カバー
偏愛の輪舞曲
- 西川貴教 - 2020年8月19日発売の『GRANRODEO Tribute Album "RODEO FREAK"』に収録。